# Jean-Nicolas Gendarme
Jean-Nicolas Gendarme, né à Vrigne-aux-Bois le 30 janvier 1769 et décédé dans la même ville, le 6 juin 1845, est un maître de forges français.

## Biographie
Fils de Barthélémy Gendarme, maître ferronnier et procureur fiscal de Vrigne-aux-Bois, et de sa seconde épouse Marie-Jeanne Camion, peu de choses sont connues sur l'enfance et l'adolescence de Jean-Nicolas, seul garçon d'une descendance qui comptait quatre filles. Il ne fréquente que l'école primaire. Son niveau d'études lui permettait néanmoins de tenir conversation et d'écrire. Autodidacte, ses connaissances techniques lui sont apprises d'abord par son père, un maître ferronnier et négociant de Vrigne-aux-Bois, puis par son gendre du nom d'Hannonet et son neveu Potoine à qui il doit en grande partie sa réussite. Avec son neveu, J.-B. Potoine, et son gendre, Florent-Louis Évain (père du baron Jules Évain), il a bâti un premier groupe usinier qui dura dix ans (1817-1827).
Jean-Nicolas a fait de la vallée de la Meuse et de quelques affluents de Sedan à Revin, des cités industrielles à dominante sidérurgique.
Il a accumulé une immense fortune qui témoigne d'un savoir-faire dans la gestion et l'administration de ses affaires : « Gendarme pouvait traverser le département des Ardennes d'Est en Ouest sans passer sur le terrain d'autrui en partant de son fief de Vrigne-aux-Bois ».
Jean-Nicolas Gendarme est mort en 1845, à l'âge de 76 ans. La production de ses « usines de fer » s'élevait à plus de 3 millions de francs (11e rang national). Il a laissé un patrimoine estimé entre 10 et 12 millions de francs qui lui valait le surnom de « marquis de Carabas des Ardennes ». 

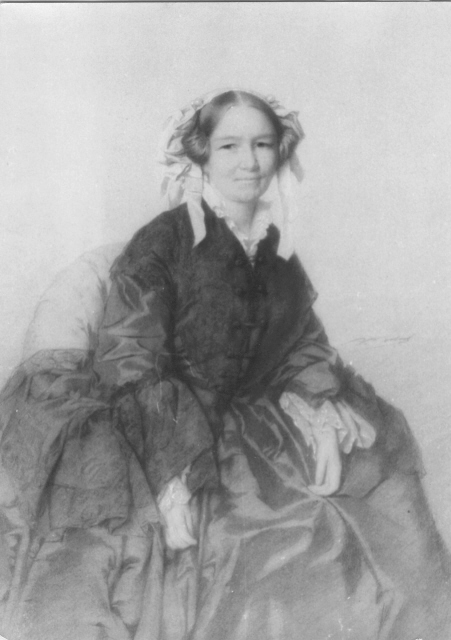
Portrait de sa fille Adélaïde Gendarme, épouse du maire Pierre Camion.

Marié à sa cousine Marie Catherine Camion, fille de Pierre Camion et de Françoise Le Chanteur, il eut trois filles. Il est le beau-père du maître de forges Charles Jean-Baptiste Céleste Hanonnet de La Grange et du maire de Sedan Pierre Camion, ainsi que le grand-père du baron Jules Évain.
Ce pionnier de la métallurgie ardennaise était le dernier grand maître de forges de l'ancienne sidérurgie ardennaise.
Il a aussi été maire de Vrigne-aux-Bois de 1799 à 1845 et capitaine de la Garde nationale grâce aux impôts qu'il payait.
Jean-Nicolas Gendarme repose dans la chapelle Évain-Gendarme située derrière le chœur de l'église paroissiale de Vrigne-aux-Bois.

## Les Procédés
À l'époque, l'eau était la principale force motrice utilisable. Un des grands principes de Jean-Nicolas était d'empêcher ses concurrents de s'installer sur les ruisseaux ardennais en les rachetant.
Entre 1809 et 1826, il achète de nombreux moulins (Vrigne-aux-Bois, Gespunsart, Rumel, Lumes, Maraucourt, Boulzicourt, Poix-Terron, Montigny-sur-Vence, Villers-le-Tilleul, Élan) et tous les bois proches de ses installations (achat de la forêt de Mazarin de 3 500 ha). La possession de vastes superficies boisées lui permet de créer des pénuries à son avantage.

## Les innovations techniques
Jean-Nicolas Gendarme innove cependant sur plusieurs points, et témoigne des expériences menées par ce grand maître des forges avec l'aide de ses gendres dans les Ardennes depuis la période impériale. À Vrigne-au-Bois, trois bâtiments sont alignés sous un grand étang fractionné pour fournir à chacun des ateliers une force spécifique : peut-être une application des recherches menées dans le domaine de l'hydraulique par les professeurs de l'école du Génie de Mézières à la fin du XVIIIe siècle.
La forge et la fonderie-laminoir ont été regroupées en seul corps, dans lequel feux et machines ont été répartis rationnellement : l'élément essentiel y était le four à puddler fonctionnant au coke au lieu du charbon de bois traditionnel, une adaptation partielle des méthodes développées en Angleterre dès 1709 et expérimentées au Creusot entre 1782 et 1787.

## Les productions
- Avant 1815 : fabrication d'armes, de boulets à canons, munitions.
- Après 1815 : production de fers à repasser, taques, poteries et croix funéraires.

## Principaux achats et constructions

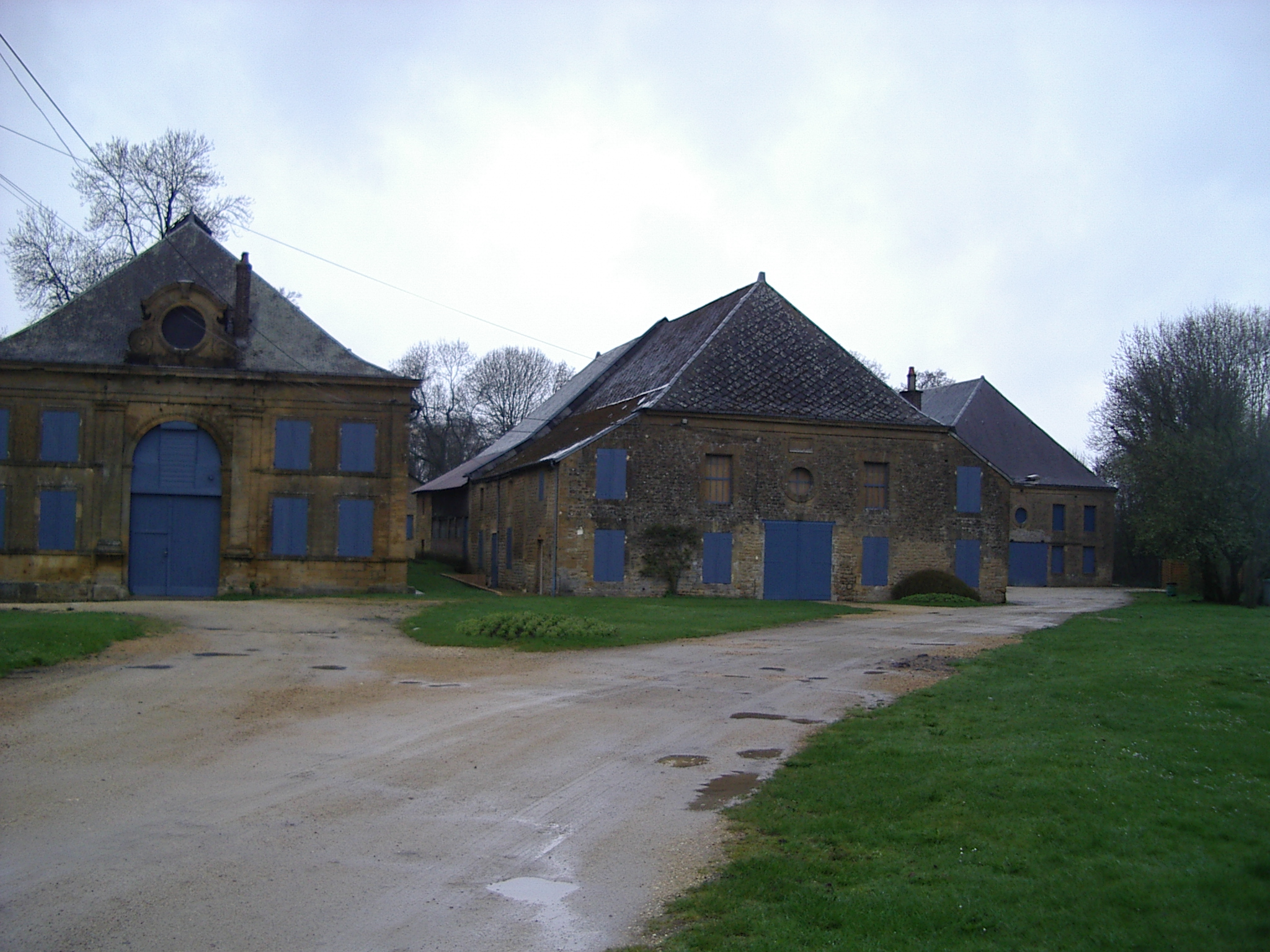
Forge Gendarme à Vrigne-aux-Bois en 2010.

- 1806, forges des Mazures (Neuves forges) et de deux moulins sur la Faux.
- 1809, moulin de Saint-Bâle à Vrigne (La Rabatterie) et un haut fourneau.
- 1811-1812, création de la fonderie Saint-Nicolas. Production de boulets pour les armées de Napoléon Ier.
- 1813, bois de la Roche et du moulin du quartier (Vrigne) et fabrication d'un haut fourneau et d'une forge.
- 1813-1826, terrains à Vrigne-aux-Bois, construction d'usines et d'habitations.
- 1816-1820, forêt et du domaine de la duchesse de Mazarin (dont le château de la Cassine et le haut fourneau de Vendresse)[2].
- 1818, forges de la Grande Commune (Monthermé).
- 1820, construction du château de Vrigne.
- 1821, achat du domaine de Boutancourt (1 château, 2 hauts fourneaux, 3 forges, 1 fonderie, 3 platineries, des étangs, 3 moulins, des maisons).
- 1823, achat du moulin de Maraucourt, création d'une fenderie et d'un laminoir.
- 1827, vente des établissements du Nord des Ardennes. Achat du château Le Faucon (Donchery).
- 1828, achat du château de Flize et du cours d'eau de Boutancourt.
- 1830, création de l'usine Alger.
- 1835, création d'une forge à Flize (fours à puddler).
- 1836- 1837, achat des bâtiments de la manufacture d'armes de Charleville, de Mohon, de Nouzon, La Cachette et du Moulin Leblanc.
- 1843, achat du laminoir de Donchery.